# Tana Toraja
Tana Toraja ist ein Regierungsbezirk (Kabupaten) in der indonesischen Provinz Sulawesi Selatan. Verwaltungssitz ist Makale, im Nordosten des Bezirks gelegen und ca. 329 km von der Provinzhauptstadt Makassar entfernt.

## Geographie
Mit der Fläche von 2043,62 km² belegt der Bezirk Rang 6 der 24 Verwaltungseinheiten 2. Ebene (Kota und Kabupaten) bei einem Anteil von 4,51 Prozent. 

### Lage und Ausdehnung
Tana Toraja ist sehr gebirgig und liegt auf Höhen zwischen 150 und 3.083 Metern über dem Meeresspiegel. Der längste Fluss der Provinz ist der Sungai Saddang, er entspringt am Berg Talimbangan und mündet nach 182 km in der Straße von Makassar.
Der Bezirk Tana Toraja liegt im Nordwesten der Provinz und grenzt im Nordwesten und Westen an die Provinz Westsulawesi (Sulawesi Barat) mit den Kabupaten Mamuju (nördlicher) und Mamasa. Provinzinterne Grenzen bestehen mit dem Kabupaten Toraja Utara im Nordosten, Luwu im Osten sowie Pinrang und Enrekang, wobei Enrekang östlicher liegt.

### Grenzpunkte
Der Regierungsbezirk liegt südlich des Äquators und hat folgende äußere Grenzpunkte:
| Richtung | Kode            | Kec.             | Desa          | Koordinaten         |
| -------- | --------------- | ---------------- | ------------- | ------------------- |
| N        | 73.18.31.200600 | Masanda          | Belau Utara00 | 02°44′20,47″ s. Br. |
| O        | 73.18.12.2006   | Mengkendek       | Uluway        | 120°02′39,97″ ö. L. |
| S        | 73.18.03.2008   | Bonggakaradeng00 | Bau Selatan   | 03°23′22,41″ s. Br. |
| W        | 73.18.28.2006   | Mappak           | Butang        | 119°22′09,92″ ö. L. |

### Klima und Wetter
Im Bezirk herrscht wie im übrigen Indonesien tropisches Regenwaldklima (feuchttropisches Klima), es gibt eine trockene Jahreszeit und die Regenzeit mit fließenden Übergängen.
|                        | Jan   | Feb   | Mär   | Apr   | Mai   | Jun   | Jul   | Aug   | Sep   | Okt   | Nov   | Dez   |   |         |
| Mittl. Temperatur (°C) | 23,1  | 23,0  | 23,3  | 23,0  | 23,6  | 22,1  | 21,6  | 22,0  | 22,5  | 22,7  | 22,9  | 23,1  | ⌀ | 22,7    |
| Mittl. Tagesmax. (°C)  | 29,8  | 29,5  | 29,6  | 29,8  | 29,5  | 29,6  | 26,2  | 27,7  | 28,1  | 29,0  | 29,3  | 29,6  | ⌀ | 29      |
| Mittl. Tagesmin. (°C)  | 19,6  | 19,4  | 19,8  | 19,7  | 20,0  | 19,3  | 18,9  | 18,4  | 19,1  | 18,6  | 18,7  | 19,2  | ⌀ | 19,2    |
|                        |       |       |       |       |       |       |       |       |       |       |       |       |   |         |
| Niederschlag (mm)      | 319,8 | 482,3 | 462,7 | 669,9 | 319,8 | 482,3 | 462,7 | 669,9 | 370,4 | 220,3 | 161,5 | 106,3 | Σ | 4.727,9 |
|                        |       |       |       |       |       |       |       |       |       |       |       |       |   |         |
| Sonnenstunden (h/d)    | 7,6   | 6,6   | 5,6   | 7,2   | 7,4   | 5,0   | 5,3   | 7,2   | 7,0   | 8,6   | 8,5   | 7,2   | ⌀ | 6,9     |
|                        |       |       |       |       |       |       |       |       |       |       |       |       |   |         |
| Regentage (d)          | 24    | 25    | 26    | 27    | 26    | 24    | 25    | 26    | 27    | 26    | 25    | 28    | Σ | 309     |
|                        |       |       |       |       |       |       |       |       |       |       |       |       |   |         |
| Luftfeuchtigkeit (%)   | 84    | 87    | 84    | 85    | 84    | 86    | 87    | 82    | 82    | 81    | 81    | 79    | ⌀ | 83,5    |

| 19,6 |

| 19,4 |

| 19,8 |

| 19,7 |

| 20,0 |

| 19,3 |

| 18,9 |

| 18,4 |

| 19,1 |

| 18,6 |

| 18,7 |

| 19,2 |

| 19,6 |

| 19,4 |

| 19,8 |

| 19,7 |

| 20,0 |

| 19,3 |

| 18,9 |

| 18,4 |

| 19,1 |

| 18,6 |

| 18,7 |

| 19,2 |

## Verwaltungsgliederung
Der Regierungsbezirk Tana Toraja gliedert sich in 19 administrative Distrikte (Kecamatan) mit 159 Dörfern (indonesisch Desa), davon haben 34 als Kelurahan einen städtischen Charakter.

Die Lage der Kecamatan im Kabupaten

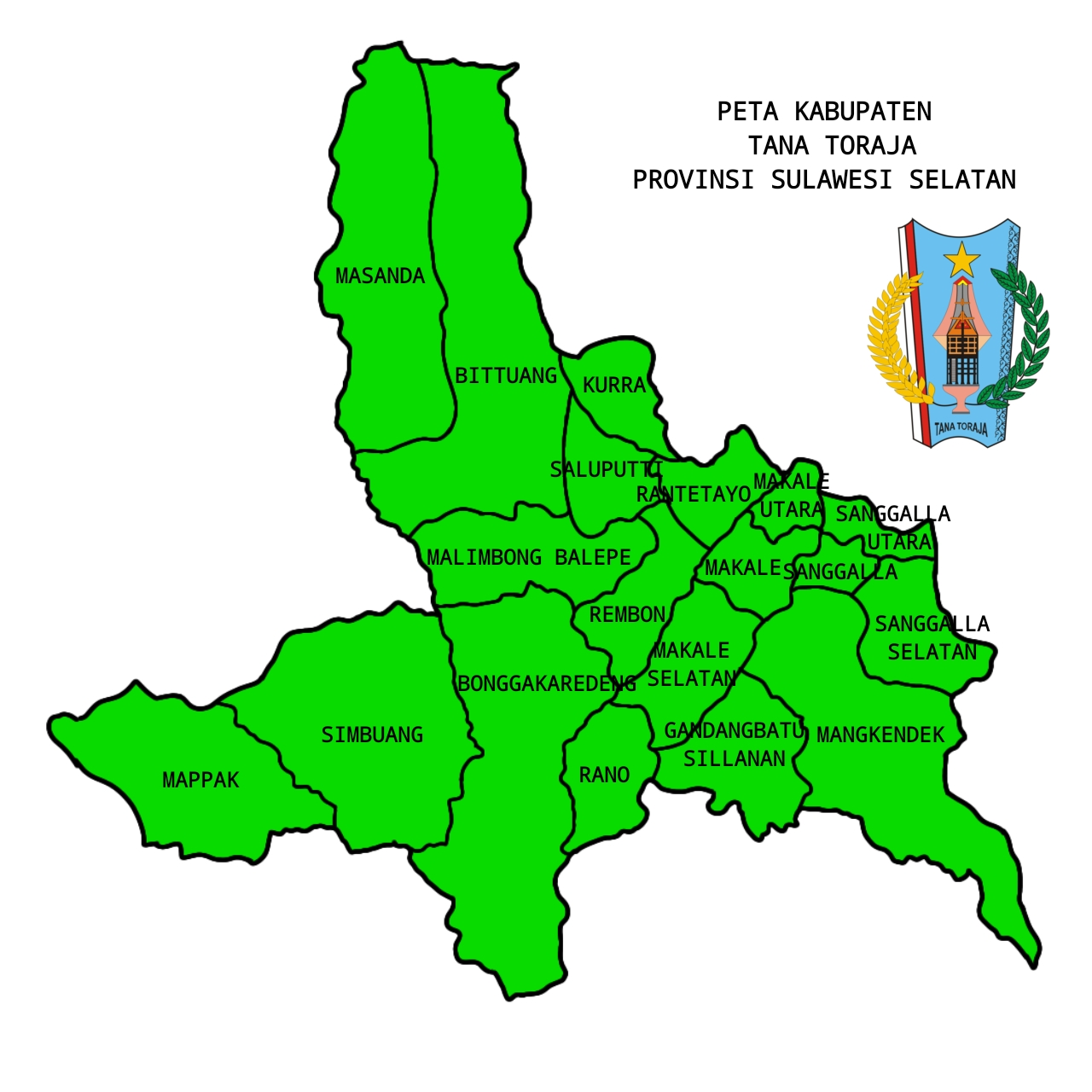
Verwaltungsübersicht

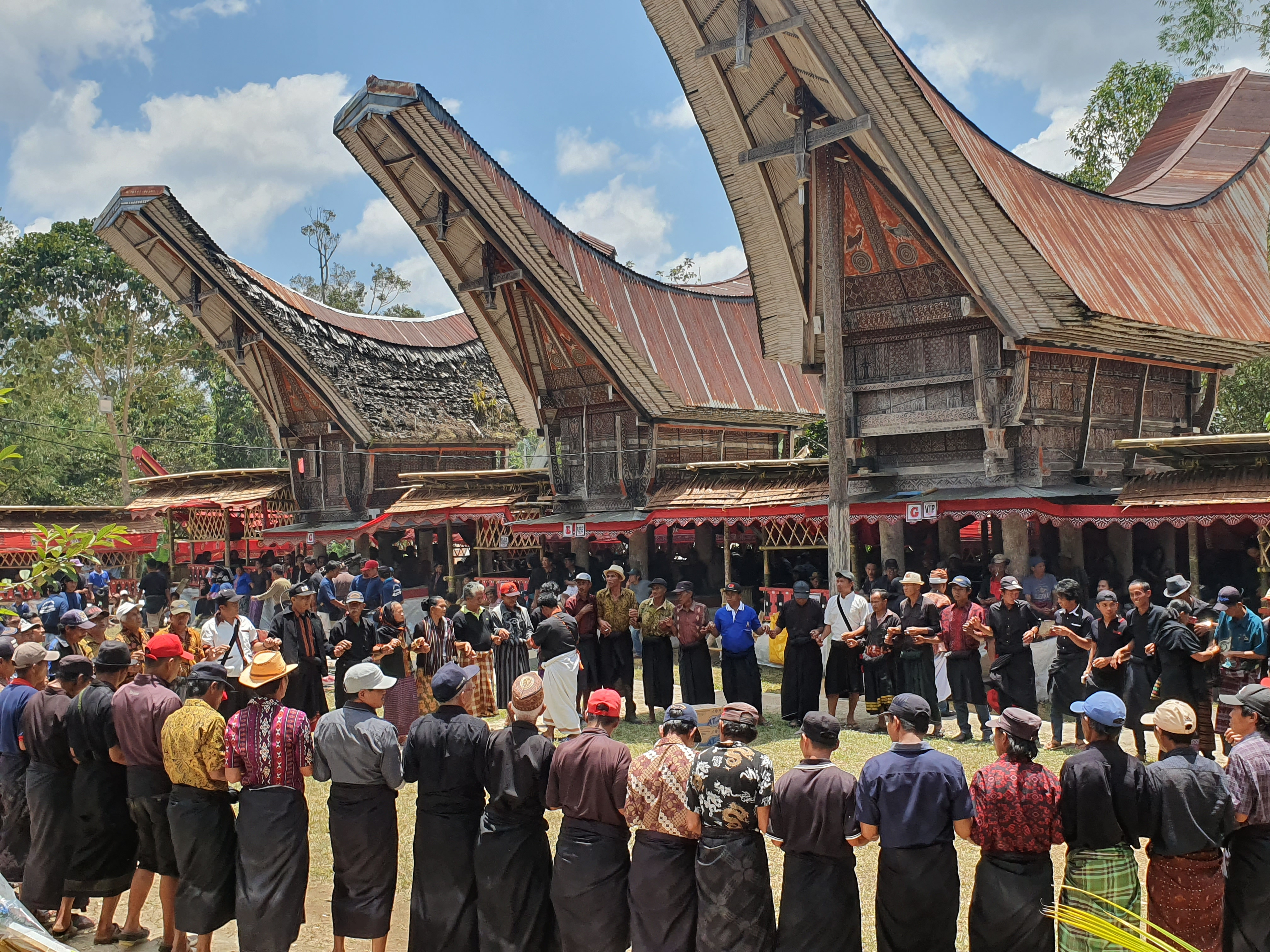
Bestattungszeremonie

| Code 1)  | Kecamatan Distrikt     | Ibukota Verwaltungssitz | Fläche (km²) | Einw. Zensus 2010 2) | Volkszählung 2020 3) | Volkszählung 2020 3) | Volkszählung 2020 3) | Anzahl der … |      |
| Code 1)  | Kecamatan Distrikt     | Ibukota Verwaltungssitz | Fläche (km²) | Einw. Zensus 2010 2) | Einw. 3)             | 0Dichte 4)0          | Sex Ratio 5)         | Desa         | Kel. |
| -------- | ---------------------- | ----------------------- | ------------ | -------------------- | -------------------- | -------------------- | -------------------- | ------------ | ---- |
| 73.18.01 | Saluputti              | Pattan Ulusalu          | 87,54        | 7.424                | 9.741                | 111,3                | 106,07               | 8            | 1    |
| 73.18.02 | Bittuang               | Bittuang                | 163,27       | 14.247               | 18.692               | 114,5                | 110,38               | 14           | 1    |
| 73.18.03 | Bonggakaradeng         | Ratte Buttu             | 206,76       | 6.668                | 8.023                | 38,8                 | 114,35               | 5            | 1    |
| 73.18.05 | Makale                 | Bombangan               | 39,75        | 33.631               | 38.814               | 976,5                | 103,65               | 14           | 1    |
| 73.18.09 | Simbuang               | Simbuang                | 194,82       | 6.166                | 7.959                | 40,9                 | 107,81               | 5            | 1    |
| 73.18.11 | Rantetayo              | Padang Iring            | 60,35        | 10.737               | 14.614               | 242,2                | 107,09               | 3            | 3    |
| 73.18.12 | Mengkendek             | Rante Kalua             | 196,74       | 27.342               | 36.390               | 185,0                | 106,84               | 13           | 4    |
| 73.18.13 | Sangalla               | Bulian Massabu          | 36,24        | 6.606                | 7.958                | 219,6                | 106,92               | 3            | 2    |
| 73.18.19 | Gandangbatu Sillanan00 | Benteng Ambeso          | 108,63       | 19.238               | 23.049               | 212,2                | 104,44               | 9            | 3    |
| 73.18.20 | Rembon                 | Talion                  | 134,47       | 18.219               | 24.662               | 183,4                | 109,46               | 11           | 2    |
| 73.18.27 | Makale Utara           | Lion Tondokiring        | 26,08        | 11.799               | 14.602               | 559,9                | 103,80               | –            | 5    |
| 73.18.28 | Mappak                 | Kondo Dewata            | 166,02       | 5.509                | 7.018                | 42,3                 | 110,56               | 5            | 1    |
| 73.18.29 | Makale Selatan         | Tiromanda               | 61,70        | 12.415               | 16.609               | 269,2                | 109,26               | 4            | 4    |
| 73.18.31 | Masanda                | Pondingao               | 134,77       | 6.278                | 8.495                | 63,0                 | 112,27               | 8            | –    |
| 73.18.33 | Sangalla Selatan       | Rante Alang             | 47,80        | 7.361                | 9.557                | 199,9                | 107,00               | 4            | 1    |
| 73.18.34 | Sangalla Utara         | Tombang                 | 27,96        | 7.327                | 9.041                | 323,4                | 102,71               | 4            | 2    |
| 73.18.35 | Malimbong Balepe       | Malimbong               | 211,47       | 8.923                | 10.517               | 49,7                 | 106,38               | 5            | 1    |
| 73.18.37 | Rano                   | Rumandan                | 89,43        | 6.042                | 7.649                | 85,5                 | 110,31               | 5            | –    |
| 73.18.38 | Kurra                  | Ratte Kurra             | 60,50        | 5.149                | 7.404                | 122,4                | 114,98               | 5            | 1    |
| 73.18    | Kab. Tana Toraja       | Kab. Tana Toraja        | 2.054,30     | 221.081              | 280.794              | 136,7                | 107,26               | 125          | 34   |

## Geschichte
Die Bezeichnung Toraja stammt aus dem Buginesischen to-riaja und bedeutet so viel wie „Leute da droben“, womit die im Tiefland siedelnden Bugis die Hochlandbewohner bezeichneten. Erst später wurde die Bezeichnung auch durch Europäer und von den Bewohnern als Selbstbezeichnung angenommen. Die Region war ursprünglich sehr dezentral in viele einzelne Tongkonanstrukturen unterteilt, die sich gegenseitig oft auch untereinander bekriegten. Der ursprüngliche Siedlungsschwerpunkt lag um das Sa'dantal zwischen dem heutigen Rantepao und Makale. Die Randgebiete wurden nach und nach besiedelt, indem in Tälern, die sich für den Reisanbau eigneten, neue Tochtertongkonans gegründet wurden. Erst ab ca. 1860  entwickelte sich mit dem Kaffeeanbau eine Einbindung Torajas in ein überregionales Handelsnetz. Gleichzeitig mit dem Kaffeehandel entwickelte sich ein Handel mit europäischen Schießwaffen und mit Baumwollstoffen von den Bugisstaaten im Osten und Süden nach Toraja, während Kaffee oder (Toraja)-Sklaven über die Bugisstaaten und arabische Händler aus Toraja exportiert wurden. Die beiden Handelsrouten führten nach Osten zur Hafenstadt und Sitz des Bugisreichs Luwu Palopo bzw. nach Süden zur Hafenstadt Parepare des Bugisgebietes Sidenreng. 1906 marschierten die Holländer nach der Einnahme der Bugisreiche Bone und Luwu 1905 auch in Toraja ein. Vor allem im Westen und Norden um Pangala' leistete die Bevölkerung heftigen Widerstand. Die Grenzen Tana Torajas wurden während der niederländisch-ostindischen Regierungszeit im Jahr 1909 festgelegt. Das Christentum, dem heute die Mehrheit der Bewohner offiziell angehören, kam mit niederländischen Missionaren 1913 nach Toraja und konnte seinen Anteil in den Jahrzehnten danach immer weiter steigern. In den 1920er Jahren begann die Reformierte Missionarische Allianz der Niederländisch-Reformierten Kirche ihre Missionsarbeit, gestützte von der niederländischen Kolonialregierung. Neben der Einführung des Christentums schafften die niederländischen Kolonialherren die Sklaverei ab und verhängten lokalen Steuern. 1926 wurde Tana Toraja unter die Verwaltung des Bugis-Staates Luwu gestellt. In den 1930er Jahren griffen Muslime aus dem Tiefland die Toraja an, was zu einer Welle der Konversion zum Christentum unter denen führte, die sich von den Holländern Schutz versprachen und es bildete sich eine Bewegung gegen die muslimischen Bugis und Makassaren. 1942 erschienen japanische Besatzungstruppen in Toraja. 1946 erhielt die Region den Status einer regentschap und 1957 erhielt sie den Status eines Regierungsbezirkes (Kabupaten). Frühen niederländischen Missionaren stand jedoch eine starke Opposition unter Toraja gegenüber, vor allem beim Adel, weil dieser durch die Abschaffung des profitablen Sklavenhandel verärgert war. Einige Toraja wurden durch die Niederländer in das Tiefland zwangsumgesiedelt, wo sie leichter kontrolliert werden konnten. Die Steuern wurden hoch gehalten, was den Reichtum der Adeligen untergrub. Letztlich konnte der niederländische Einfluss die Kultur der Toraja nicht unterwerfen, und nur wenige Torajans konvertierten zum Christentum. Bis 1950 waren nur 10 % der Bevölkerung zum Christentum konvertiert. Zwischen 1951 und 1965 (nach der indonesischen Unabhängigkeit), war herrschte im südlichen Sulawesi eine turbulenten Zeit da die muslimische Separatistenbewegung Darul Islam für einen islamischen Staat Sulawesi kämpfte. 15 Jahre Guerillakrieg führte zu massiven Konvertierungen zum Christentum unter den Toraja. Loyalität mit der indonesischen Regierung garantierte jedoch nicht für die Sicherheit Torajas. Im Jahr 1965 verpflichtete ein Dekret des Präsidenten jeden indonesischen Bürger sich zu einer von fünf offiziell anerkannten Unternehmen Religionen zu bekennen: Islam, Christentum (Protestantismus und Katholizismus) Hinduismus oder Buddhismus. Die Religion der Toraja, Aluk war nicht gesetzlich anerkannt und die Torajans erhoben ihre Stimmen gegen das Gesetz. Um Aluk zu legalisieren, musste es als Teil einer der offiziellen Religionen akzeptiert werden. Im Jahre 1969 wurde Aluk Um Dolo („der Weg der Vorfahren“) als Sekte des Hinduismus Dharma, wie der offizielle Name des Hinduismus in Indonesien lautete, legalisiert. Heute ist Toraja ein beliebtes Ziel für Kulturtouristen. Außerdem haben zahlreiche westliche Anthropologen die einheimische Kultur studiert.

### Verwaltungsgeschichte
Der Bezirk gehörte zu den 20 Mitbegründern (18 Kabupaten und die beiden autonomen Städte Makassar und Parepare) der Provinz Sulawesi Selatan, die 1964 aus der Provinz Sulawesi Selatan-Tenggara hervorging (Gesetz Nr. 13/1964). Der Kabupaten war dort bereits fünf Jahre früher gebildet worden (Gesetz Nr. 29/1959). Seit dessen Bildung hatte sich in Tana Toraja die Zahl der Distrikte mehr als verdoppelt (die Regionalanweisung 18/2000 erhöhte die Zahl der Distrikte von 9 auf 15), besonders um das Jahr 2005 waren viele neue Distrikte entstanden. Ende 2007 umfasst der Regierungsbezirk Tana Toraja in 40 Distrikten (Kecamatan) 310 Dörfer (Desa), von denen 87 als Kelurahan städtisch geprägt waren.
Durch das Gesetz Nr. 28 des Folgejahres wurde der nordwestliche Teil mit 21 Kecamatan und 151 Dörfern (40 Kel.) abgetrennt und zum neuen Kabupaten Toraja Utara (abgek. Torut) zusammengefasst. Der „Mutterbezirk“ verlor hierbei 35,92 Prozent seines Territoriums (1.215,55 km² von 3.205,77 km²) und 46,88 Prozent seiner Bevölkerung (Fortschreibung Ende 2007: 219.428 von 468.035) an den neuen Kabupaten.

## Wirtschaft
Vor Suhartos "Neuer Ordnung" war die Wirtschaft Torajas rein agrarisch, mit kultivierten Nassreisfeldanbau in Terrassen an den Berghängen und zusätzlich Anbau von Süßkartoffeln und Mais. Viel Zeit und Energie wurde für die Aufzucht der Wasserbüffel, Schweine und Hühner aufgewandt, die vor allem zeremoniellen Opfern und dem Eigenverbrauch dienten. Die einzige Agrarindustrie in Toraja war eine japanische Kaffeefabrik (Kopi Toraja).
Mit dem Beginn der Neuen Ordnung im Jahr 1965 entwickelte sich Indonesiens Wirtschaft und öffnete sich für ausländische Investitionen. Multinationale Unternehmen wie Öl- und Bergbauunternehmen eröffneten neue Niederlassungen in Indonesien. Vor allem jüngere Torajas gingen um für die ausländischen Unternehmen zu arbeiten nach Kalimantan für Holz und Öl, oder in die indonesische Provinz Papua für Bergbau oder in die Städte Sulawesis und Javas. Die Abwanderungsrate von Torajas war bis 1985 konstant.
Der Schwerpunkt der Wirtschaft in Toraja verschob sich ab 1984 allmählich hin zum Tourismus. Zwischen 1984 und 1997 verdienten viele Toraja ihr Einkommen mit dem Tourismus, arbeiten in Hotels, als Fremdenführer oder verkauften Souvenirs. Mit steigender politischer und wirtschaftlicher Instabilität in Indonesien in den späten 1990er Jahren, einschließlich religiöser Konflikte auf Sulawesi ging der Tourismus in Tana Toraja dramatisch zurück.
Die Region ist auch heute noch agrarisch geprägt. Hauptprodukte sind Gemüse, Süßkartoffeln, Reis, Kaffee, Nelken, Kakao und Vanille. Ob der Kaffeeanbau durch die Holländer oder durch arabische Händler oder Bugis nach Toraja kam, ist nicht geklärt. Kommerzielle Bedeutung erlangte er aber erst im letzten Drittel des 19. Jahrhunderts. Es gibt zwei Zentren des Kaffeeanbaus, im Norden um Pangala' und im Westen ein Dreieck südlich von Rantetayo. Arabica-Kaffee aus Toraja ist unter dem Namen 'Bungin' am Weltmarkt wegen seiner Qualität geschätzt. Der Name Bungin leitet sich von der gleichnamigen Stadt ab, über die die Kaffeehandelsrouten von Toraja aus führten. Es gibt sechs traditionelle Märkte, die jeweils alle  sechs Tage stattfinden und dann zum nächsten Ort weiterziehen:
- Pasar Makale
- Pasar Rantepao
- Pasar Ge'tengan
- Pasar Sangalla'
- Pasar Rembon
- Pasar Salubarani

## Demographie
Im Bezirk wird neben indonesisch als Amtssprache hauptsächlich Toraja gesprochen, die Toraja sind die wichtigste indigene Ethnie hier. Mit über einer Viertelmillion Einwohner rangiert Tana Toraja auf Rang 17 der 24-stelligen Bevölkerungsliste mit einem Anteil von 2,72 Prozent. Die Bevölkerungsdichte von 126,7 Einwohner je Qudratkilometern ist im unteren Drittel der Rangliste angesiedelt (Platz 21) (Angaben von Ende 2024).
Von der Bevölkerung am Jahresende 2024 waren 54,40 (40,34) % ledig; 39,73 (51,98) % verheiratet; 0,97 (1,27) % geschieden sowie 4,90 (6,41) % verwitwet. Kursive Zahlen in Klammern beziehen sich auf die Bevölkerung ab dem Alter von 15 Jahren (197.902, das sind 76,43 Prozent der Gesamtbevölkerung). 24.547 Personen waren 65 Jahre und älter, das sind 9,48 Prozent des Kabupaten.

### Durchschnittswerte der administrativen Einheiten
Für das Jahr 2024 wurden folgende Durchschnittswerte für Einwohnerzahl und Fläche (km²) für die Distrikte und die Dörfer ermittelt.
|                        | Kab. Tana Toraja0 | Kab. Tana Toraja0 | Prov. SULSEL0 | Prov. SULSEL0 |
| Einw.                  | Fläche            | Einw.             | Fläche        |               |
| ---------------------- | ----------------- | ----------------- | ------------- | ------------- |
| Pro Kecamatan          | 13.628            | 107,56            | 30.442        | 144,83        |
| Pro Desa + Kelurahan00 | 01.608            | 012,69            | 03.113        | 014,81        |

### Soziale Daten 2020

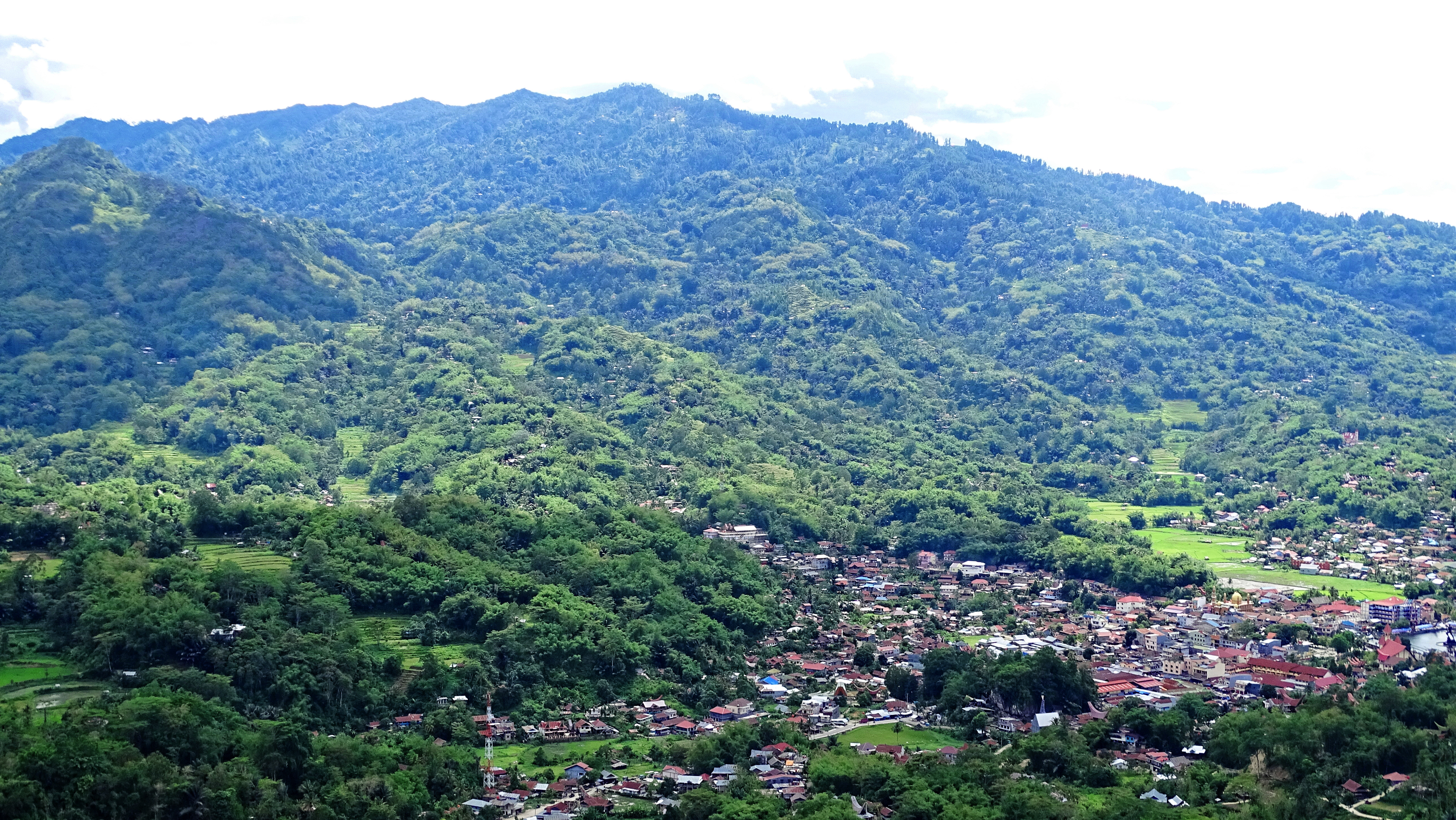
Blick auf die Stadt Makale

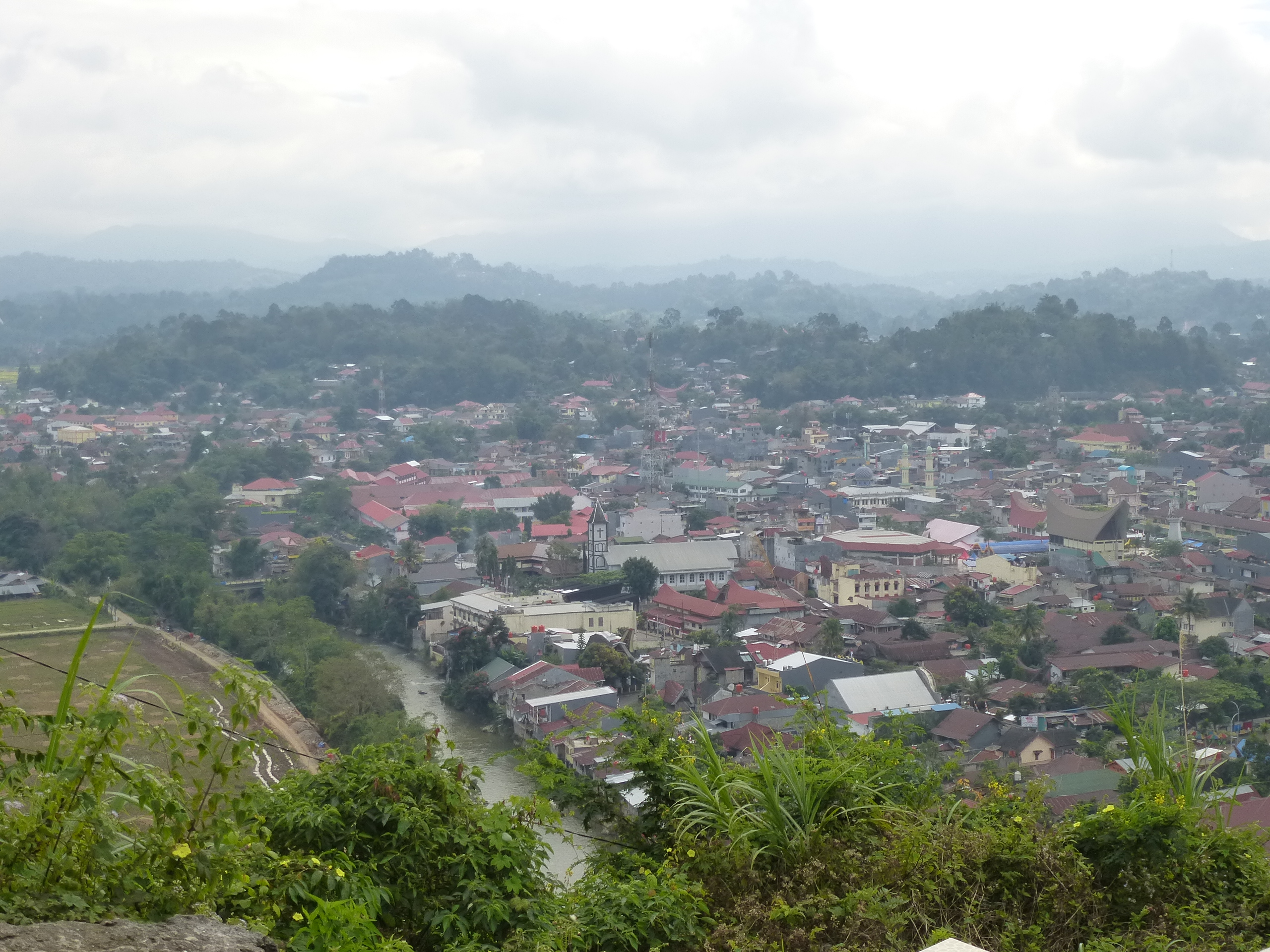
Blick über den Ort Rantepao

| Merkmal                                                             | Kab. Tana Toraja | 0Prov. Sulawesi Selatan0 |
| ------------------------------------------------------------------- | ---------------- | ------------------------ |
| Bevölkerung unterhalb der Armutsgrenze (Tsd.)00                     | 28,410           | 776,830                  |
| Anteil der „armen Bevölkerung“ (indonesisch Penduduk miskin) (%)000 | 12,100           | 8,720                    |
| Arbeitslosenrate (%)                                                | 2,600            | 6,310                    |
| Lebenserwartung bei der Geburt (Jahre)                              | 73,300           | 70,570                   |
| HDI-Index                                                           | 68,750           | 71,930                   |
| Analphabetenrate (in %, 15+ J.)                                     | 9,700            | 7,440                    |
| Anteil der Altersgruppen                                            | 0Real0           | 00.Prozentual0           |
| Kinder (<15 J.)                                                     | 65.0400          | 23,16                    |
| arbeitsfähige Bevölkerung (15–64 J.)                                | 193.1940         | 68,60                    |
| Rentner und Pensionäre (>65 J.)                                     | 0.22.5600        | 08,03                    |

### Religion und Bevölkerungsverteilung
| Religion               | Gläubige | Anteil (%) | Gebäude 2020 |
| ---------------------- | -------- | ---------- | ------------ |
| Islam                  | 31.4500  | 12.150     | 1590 9)      |
| Protestanten0          | 182.9620 | 70,660     | k. A.        |
| Katholiken0            | 40.2870  | 15,560     | k. A.        |
| „Hindu“ (Aluk To Dolo) | 4.0250   | 1,550      | k. A.        |
| Buddhisten             | 1920     | 0,070      | k. A.        |

| Jahr | Gesamt- Bevölkerung | Männer  | %     | Frauen  | %     | Sex Ratio 5) |
| 2016 | 282.367             | 146.233 | 51,79 | 136.134 | 48,21 | 107,42       |
| 2017 | 284.303             | 146.880 | 51,66 | 137.423 | 48,34 | 106,88       |
| 2018 | 285.687             | 147.487 | 51,63 | 138.200 | 48,37 | 106,72       |
| 2019 | 287.245             | 148.808 | 51,81 | 138.437 | 48,19 | 107,49       |
| 2020 | 288.202             | 150.665 | 52,28 | 137.537 | 47,72 | 109,55       |
| 2021 | 270.597             | 139.441 | 51,53 | 131.156 | 48,47 | 106,32       |
| 2022 | 263.914             | 135.762 | 51,44 | 128.152 | 48,56 | 105,94       |
| 2023 | 257.901             | 132.284 | 51,29 | 125.617 | 48,71 | 105,31       |
| 2024 | 258.934             | 133.053 | 51,38 | 125.881 | 48,62 | 105,70       |

Obige Tabelle gibt die durch die Zivilstandsbüros (Disdukcapil, indonesisch Dinas Kependudukan dan Pencatatan Sipil) veröffentlichten Fortschreibungsergebnisse zum Jahresende wieder.

### Aktuelle Daten der Bevölkerungsfortschreibung
Nachfolgende Tabelle gibt den Einwohnerstand nach Geschlecht zur Volkszählung 2020, zum Ende 2022 sowie zum Jahresende 2024 wieder. Beide letztere Daten resultieren aus den Ergebnissen der Fortschreibung durch die örtlichen Zivilstandsbüros (Disdukcapil, indonesisch Dinas Kependudukan dan Pencatatan Sipil). Der aktuelle Einwohnerstand kann jederzeit in einer interaktiven Karte abgerufen werden.

| Kecamatan              | Zensus 2020 | Zensus 2020 | Zensus 2020 | Ende 2022 | Ende 2024 | Ende 2024 | Ende 2024 | Fläche km² | Bevöl kerungs dichte | Sex Ratio 5) |
| Kecamatan              | Insg.       | männl.      | weibl.      | Ende 2022 | Insg.     | männl.    | weibl.    | Fläche km² | Bevöl kerungs dichte | Sex Ratio 5) |
| ---------------------- | ----------- | ----------- | ----------- | --------- | --------- | --------- | --------- | ---------- | -------------------- | ------------ |
| Saluputti              | 9.741       | 5014        | 4727        | 10.129    | 9.444     | 4.834     | 4.610     | 43,88      | 215,21               | 104,86       |
| Bittuang               | 18.692      | 9807        | 8885        | 19.406    | 17.552    | 9.125     | 8.427     | 263,34     | 66,65                | 108,28       |
| Bonggakaradeng         | 8.023       | 4280        | 3743        | 8.239     | 7.069     | 3.789     | 3.280     | 268,43     | 26,34                | 115,52       |
| Makale                 | 38.814      | 19755       | 19059       | 39.805    | 36.835    | 18.668    | 18.167    | 40,67      | 905,62               | 102,76       |
| Simbuang               | 7.959       | 4129        | 3830        | 8.276     | 6.662     | 3.455     | 3.207     | 237,75     | 28,02                | 107,73       |
| Rantetayo              | 14.614      | 7557        | 7057        | 15.276    | 13.275    | 6.810     | 6.465     | 33,91      | 391,51               | 105,34       |
| Mengkendek             | 36.390      | 18797       | 17593       | 37.868    | 33.553    | 17.116    | 16.437    | 224,15     | 149,69               | 104,13       |
| Sangalla               | 7.958       | 4112        | 3846        | 8.202     | 8.699     | 4.482     | 4.217     | 57,32      | 151,76               | 106,28       |
| Gandangbatu Sillanan00 | 23.049      | 11775       | 11274       | 23.742    | 21.252    | 10.755    | 10.497    | 84,09      | 252,72               | 102,46       |
| Rembon                 | 24.662      | 12888       | 11774       | 25.756    | 22.895    | 11.862    | 11.033    | 71,90      | 318,44               | 107,51       |
| Makale Utara           | 14.602      | 7437        | 7165        | 15.097    | 13.358    | 6.739     | 6.619     | 24,16      | 552,83               | 101,81       |
| Mappak                 | 7.018       | 3685        | 3333        | 7.266     | 5.850     | 3.071     | 2.779     | 149,06     | 39,25                | 110,51       |
| Makale Selatan         | 16.609      | 8672        | 7937        | 17.314    | 15.424    | 8.001     | 7.423     | 71,92      | 214,46               | 107,79       |
| Masanda                | 8.495       | 4493        | 4002        | 8.881     | 7.973     | 4.210     | 3.763     | 231,78     | 34,40                | 111,88       |
| Sangalla Selatan       | 9.557       | 4940        | 4617        | 9.929     | 7.484     | 3.836     | 3.648     | 17,92      | 417,66               | 105,15       |
| Sangalla Utara         | 9.041       | 4581        | 4460        | 9.343     | 8.378     | 4.217     | 4.161     | 18,94      | 442,46               | 101,35       |
| Malimbong Balepe       | 10.517      | 5421        | 5096        | 10.813    | 9.598     | 4.949     | 4.649     | 101,08     | 94,95                | 106,45       |
| Rano                   | 7.649       | 4012        | 3637        | 7.926     | 6.613     | 3.405     | 3.208     | 54,84      | 120,58               | 106,14       |
| Kurra                  | 7.404       | 3960        | 3444        | 7.778     | 7.020     | 3.729     | 3.291     | 48,47      | 144,83               | 113,31       |
| Kab. Tana Toraja       | 280.794     | 145.315     | 135.479     | 291.046   | 258.934   | 133.053   | 125.881   | 2.043,62   | 126,70               | 105,70       |

## Kultur
Die Region ist bekannt für ihre einzigartige Kultur, insbesondere die komplizierten Bestattungsriten und die charakteristischen Tongkonan-Häuser. Die Geschichte Tana Torajas ist geprägt von einer starken Bindung an Traditionen und einem relativ isolierten Leben in den Bergen, was zur Bewahrung ihrer einzigartigen Kultur beigetragen hat. 

## Sehenswürdigkeiten

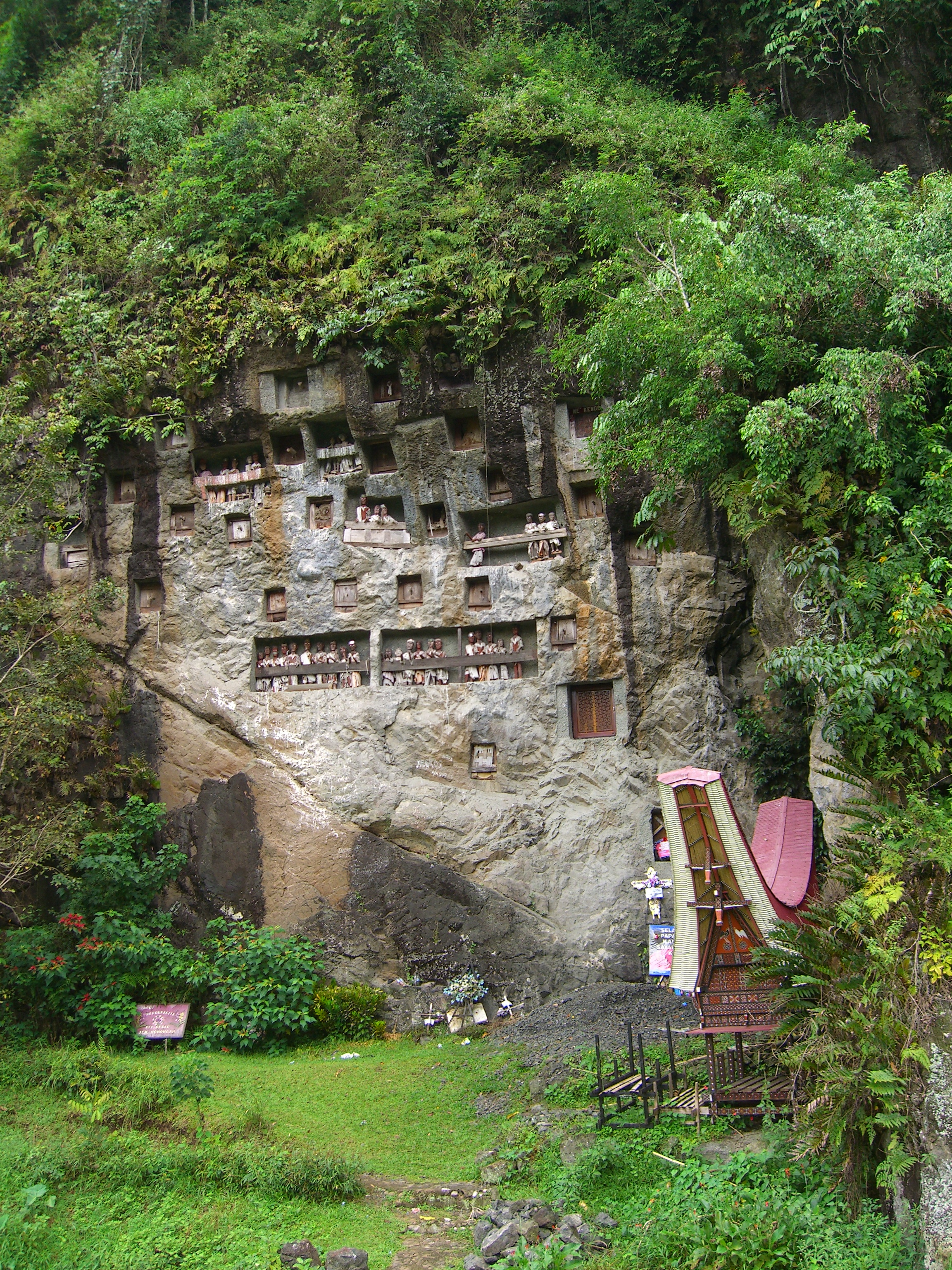
Felsengrabkammern in Lemo

Folgende traditionelle Toraja-Siedlungen wurden im Juni 2009 auf die Tentativliste für das Welterbe in Indonesien gesetzt.
- Lemo: Felsengräber mit Galerien von Tau-Tau-Statuen
- Tumakke: einzelner Tongkonan mit Reisspeicher auf einer erhöhten Terrasse 10 km westlich von Makale
- Buntu Kalando – 11 km östlich von Makale: Museum Buntu Kalando bei Sangalla
- Sirope (6 km nördlich von Makale): Felsgräber und Tau-Tau
- Kambira – 10 km östlich von Makale: Babygrabbäume
- Suaya/Sanggalla – 11 km östlich von Makale: In Tampangallo Felsengräber mit Galerien von Tau Tau-Statuen der Nachkommen des Puang Tamboro Langi’ und der Könige von Sanggalla. Weiter gibt es einen Platz für rituelle Zeremonien des Adeligen Rabtelobe mit einigen Menhiren. Es wird geglaubt, dass die Könige von Sangalla von Tamboro Langi’ abstammen, der das Kastensystem, Beerdigungsriten und Agrartechniken in Toraja eingeführt haben soll und von dem gesagt wird, dass er auf einer steinernen Treppe vom Himmel hinabstieg. Allerdings beanspruchen neben den Nachkommen der Könige von Sangalla auch die Adeligen von Menkendek und Makale von Tamboro Langi’ abzustammen.
- Sarambu Assing Wasserfall
- Tilangnga': natürlicher Pool, 11 km vom Makale
- Jesus Buntu Burake, eine der höchsten Jesus-Statuen der Welt

## Persönlichkeiten
- Yesri Tandiseru (* 1968), Politikerin und Frauenrechtlerin